# Kinshasa
Kinshasa a Kongói Demokratikus Köztársaság fővárosa és egyben legnépesebb városa is. A Kongó folyó déli partján terül el, vele szemben északra fekszik a Kongói Köztársaság fővárosa, Brazzaville. A várost 24 önkormányzat (franciául: communes) alkotja.
Iparilag nem kiemelkedő, viszont fontos közlekedési csomópont főleg a vasúti és a folyami szállítás szempontjából. A város ad otthont az államvezetés legfontosabb épületeinek. 

## Népessége
2016-ban a város népessége 11,8 millió fő volt.
A város népességének változása:
| Lakosok száma | 1600 | 35 900 | 299 800 | 901 520 | 1 323 039 | 2 665 309 | 4 655 313 | 7 500 000 | 11 575 000 | 14 565 700 |
|               | 1920 | 1938   | 1957    | 1967    | 1970      | 1984      | 1994      | 2005      | 2015       | 2020       |

## Földrajz
A nagyváros a Kongó-medence nyugati szélén fekszik. A Kongó folyó itt 4–5 km széles folyammá, folyami tóvá (Malebo-tó) öblösödik, majd pár száz km után eléri az Atlanti-óceánt.
A város a Malebo-tó déli partján, 300 méteres tengerszint feletti magasságban épült. Itt van a Kongó hajózható szakaszának végpontja.

### Éghajlat
Az éghajlatot állandó meleg, párás, egyenletesen csapadékos trópusi klíma jellemzi. A középhőmérséklet 25 °C körül mozog, az évi átlagos csapadék 1400 mm.
| Hónap                         | Jan. | Feb. | Már. | Ápr. | Máj. | Jún. | Júl. | Aug. | Szep. | Okt. | Nov. | Dec. | Év   |
| ----------------------------- | ---- | ---- | ---- | ---- | ---- | ---- | ---- | ---- | ----- | ---- | ---- | ---- | ---- |
| Rekord max. hőmérséklet (°C)  | 36,0 | 36,0 | 36,0 | 36,0 | 35,0 | 34,0 | 32,0 | 35,0 | 36,0  | 36,0 | 34,0 | 36,0 | 36,0 |
| Átlagos max. hőmérséklet (°C) | 31,0 | 31,0 | 32,0 | 32,0 | 31,0 | 29,0 | 27,0 | 29,0 | 31,0  | 31,0 | 31,0 | 30,0 | 30,4 |
| Átlagos min. hőmérséklet (°C) | 21,0 | 22,0 | 22,0 | 22,0 | 22,0 | 19,0 | 18,0 | 18,0 | 20,0  | 21,0 | 22,0 | 21,0 | 20,7 |
| Rekord min. hőmérséklet (°C)  | 18,0 | 18,0 | 18,0 | 19,0 | 18,0 | 15,0 | 14,0 | 14,0 | 16,0  | 15,0 | 17,0 | 17,0 | 14,0 |
| Átl. csapadékmennyiség (mm)   | 135  | 145  | 196  | 196  | 159  | 8    | 3    | 3    | 30    | 119  | 222  | 142  | 1358 |
| Havi napsütéses órák száma    | 124  | 140  | 155  | 150  | 155  | 120  | 124  | 155  | 120   | 155  | 150  | 124  | 1672 |
| Forrás: BBC Weather           |      |      |      |      |      |      |      |      |       |      |      |      |      |

## Történelem

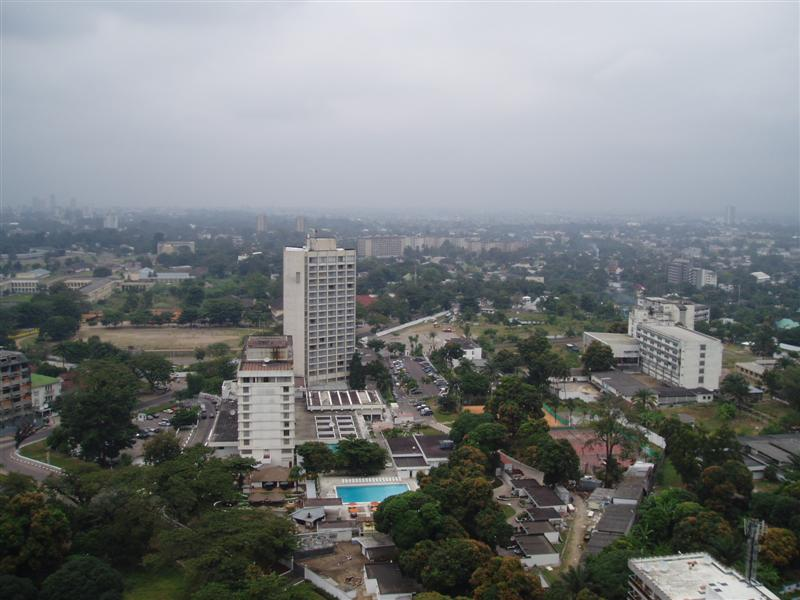
Kinshasa-Gombe

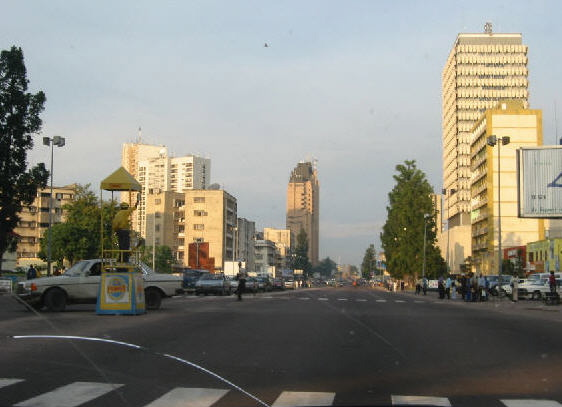
Kinshasa belvárosa

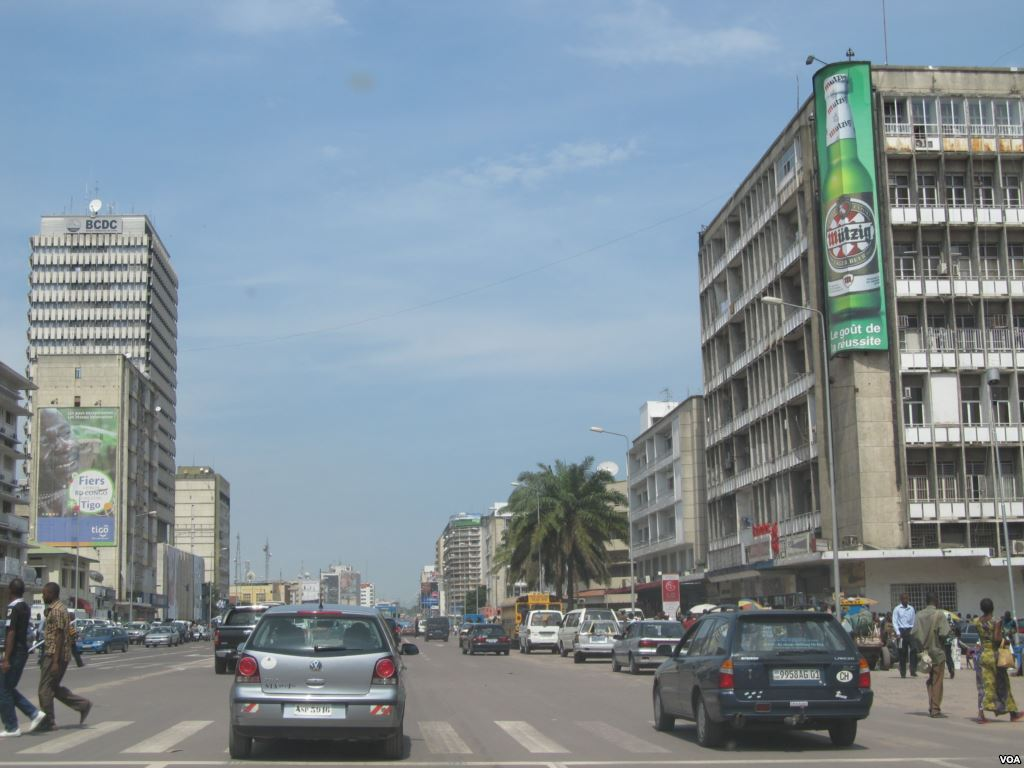
Boulevard du 30 Juin

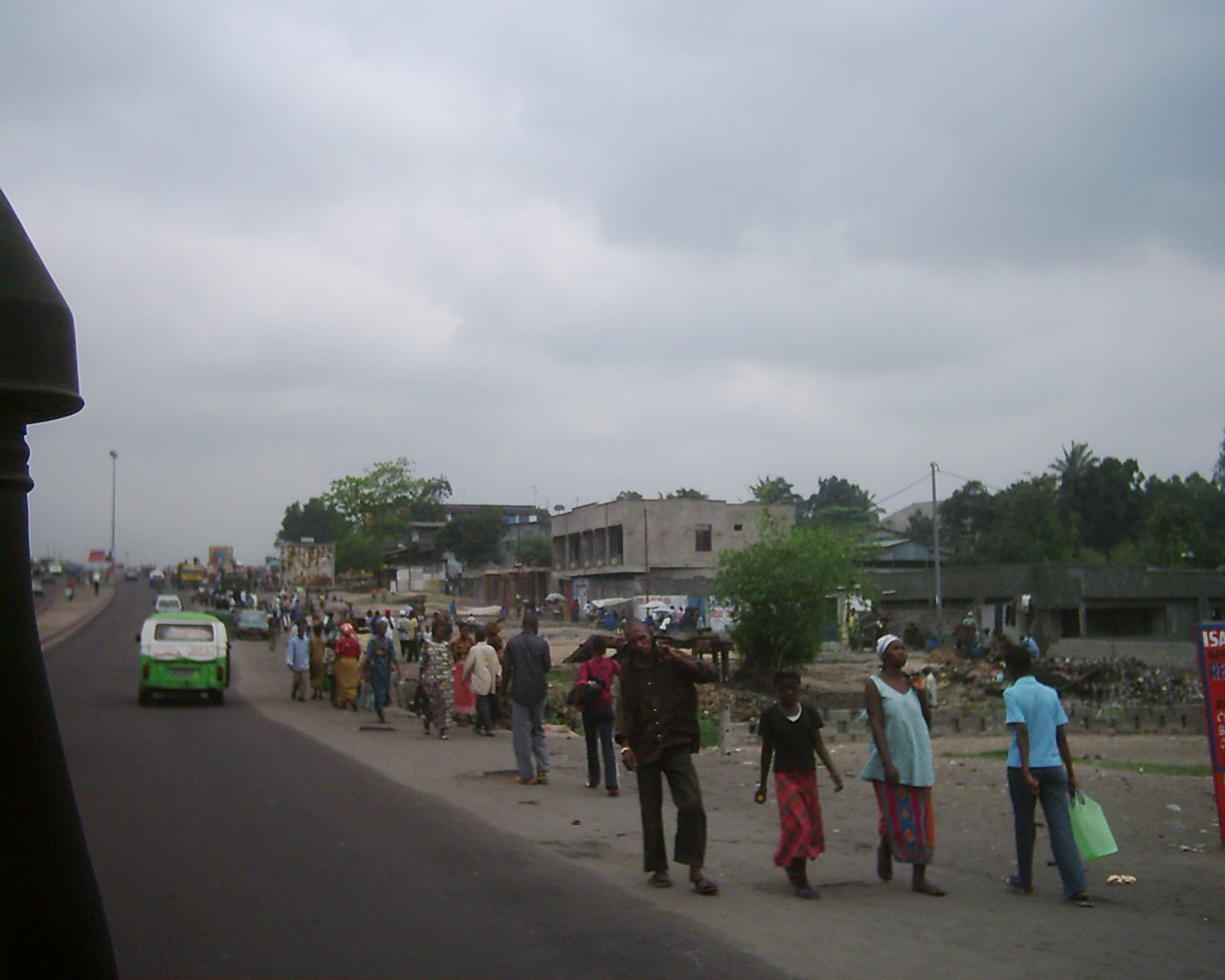
Boulevard Lumumba

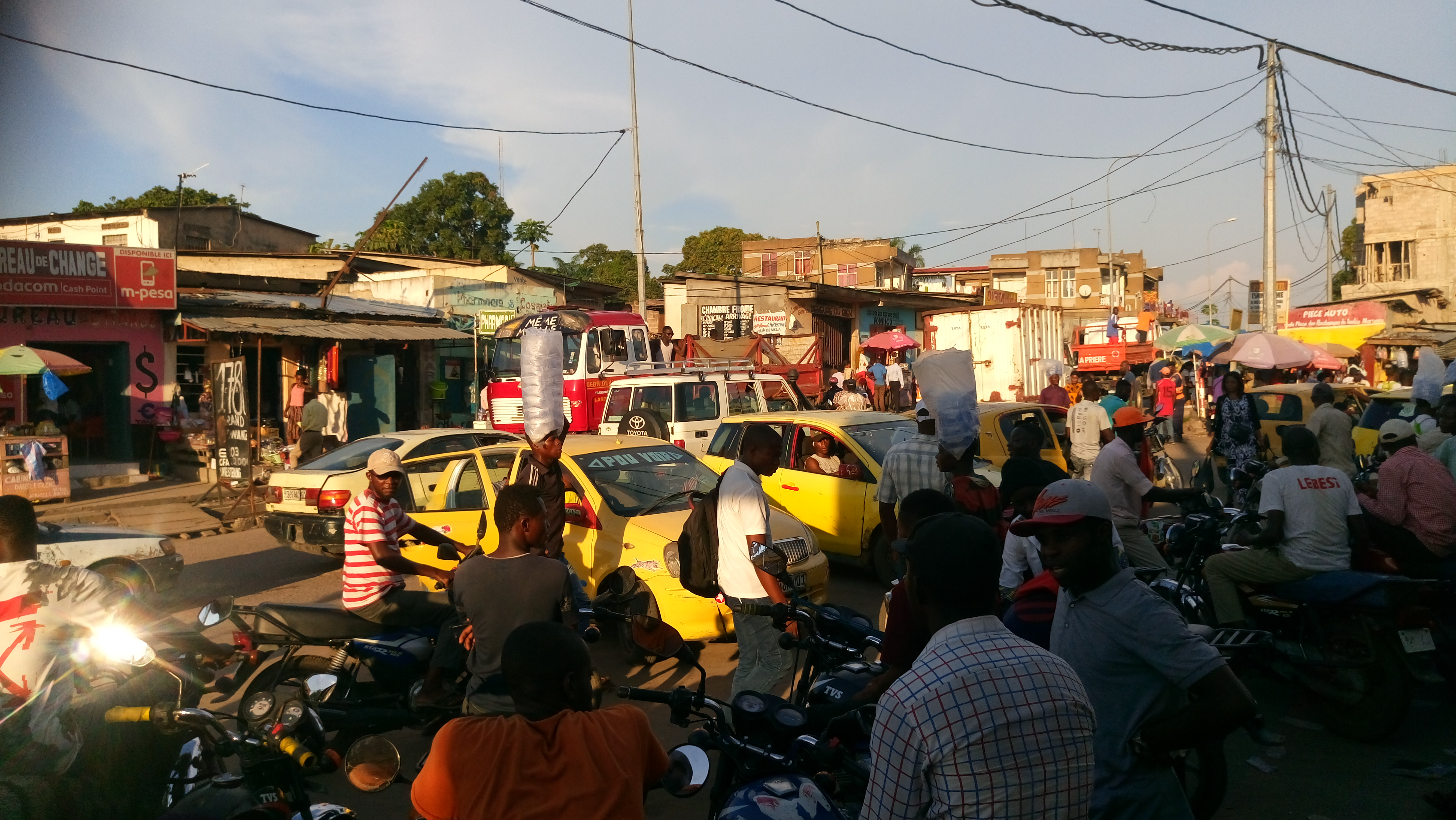
Utcakép, ahol autós és motoros taxisok várnak

Mártírok Stadionja

A város alapítása Henry Morton Stanley felfedező és gyarmatosító Afrikautazó nevéhez kötődik. Ő építtetett itt 1881-ben telepet, hogy a teherhordó karavánokkal ide, Kitambo falucska mellé érkező árut itt hajóra rakva fuvarozzák tovább, a Kongó-medence belseje felé.
A várost II. Lipót belga királyról nevezték el Leopoldville-nek. Mai nevét 1966 óta viseli.
Az alapítása utáni években gyors fejlődésnek indult a település. 1898-ban elkészült a Matadi tengeri kikötőjébe vezető vasútvonal is. 1926-ban Belga Kongó gyarmati közigazgatási székhelyét Bomából Leopoldville-be helyezték át.
1945-ben, a második világháború után a szépen fejlődő iparosodó városban nagyszabású építkezések kezdődtek. A lakosság száma 1945 és 1960 között megnégyszereződött. 1960-ban vívta ki Zaire a függetlenségét,  melyet hosszan tartó polgárháború követett.
Kinshasa, a főváros lakossága a zűrzavaros években a vidéki létbizonytalanság elől menekülő, munkát, megélhetést remélő tömegek letelepedésével rohamos növekedésnek indult, 1971-ben már elérte az 1,6 milliót, és ez a lakosságszám az 1980-as évek közepére már csaknem 3 millióra növekedett.
Kinshasa az ország legfontosabb közlekedési csomópontja lett, mely meghatározta gazdasági fejlődését is. Itt van ugyanis a Matadiból kiinduló, és a délkeleti országrészek felé továbbépülő vasútvonal végpontja. Innen indul ki a Kongó középső szakaszára és mellékfolyóira kiterjedő szerteágazó víziútrendszer is.
Folyami kikötője a Kongó folyó mentén a legnagyobb, évi áruforgalma az 1980-as évek közepén már meghaladta az 1,5 millió tonnát.
A várost a folyó túlsó partján fekvő Brazzaville-lel, a Kongói Köztársaság fővárosával kompjáratok, és a víziúton megközelíthetetlen országrészekkel autóutak kötik össze.
A N'djili repülőtér a várostól 20 km-re található, fontos belföldi és nemzetközi légiközlekedési csomópont.

## Közigazgatás
A város 24 önkormányzatra van felosztva. A város kereskedelmi és adminisztrációs központja La Gombe önkormányzata.
| \| Kinshasa 24 önkormányzata \| |                  |
| Brazzaville Kongó Malebo-tó Ngaliema Bay Gombe Barumbu Kin. Ling. K.-V. Ng.-Ng. Kal. Banda- lungwa Kintambo Ngaliema Selembao Bumbu Makala Ngaba Lemba Limete Matete Kisenso Masina Ndjili Kimbanseke Nsele Mont Ngafula Nsele Maluku |                  |
| Rövidítések : Kal. (Kalamu), Kin. (Kinshasa), K.-V. (Kasa-Vubu), Ling. (Lingwala), Ng.-Ng. (Ngiri-Ngiri) |                  |
| Kinshasa 24 önkormányzata | Flag of Kinshasa |

| Önkormányzat               | Terület (km²) | Népesség (2004) | Népsűrűség (fő/km²) |
| Bandalungwa                | 6,82          | 202 341         | 29 669              |
| Barumbu                    | 4,72          | 150 319         | 31 847              |
| Bumbu                      | 5,3           | 329 234         | 62 120              |
| La Gombe                   | 29,33         | 32 373          | 1 104               |
| Kalamu                     | 6,64          | 315 342         | 47 491              |
| Kasa-Vubu                  | 5,05          | 157 320         | 31 152              |
| Kimbanseke                 | 237,78        | 946 372         | 3 980               |
| Kinshasa                   | 2,87          | 164 857         | 57 441              |
| Kintambo                   | 2,72          | 106 772         | 39 254              |
| Kisenso                    | 16,6          | 386 151         | 23 262              |
| Lemba                      | 23,70         | 349 838         | 14 761              |
| Limete                     | 67,6          | 375 726         | 5 558               |
| Lingwala                   | 2,88          | 94 635          | 32 859              |
| Makala                     | 5,6           | 253 844         | 45 329              |
| Maluku                     | 7 948,8       | 179 648         | 23                  |
| Masina                     | 69,93         | 485 167         | 6 938               |
| Matete                     | 4,88          | 268 781         | 55 078              |
| Mont Ngafula               | 358,92        | 261 004         | 727                 |
| Ndjili                     | 11,4          | 442 138         | 38 784              |
| Ngaba                      | 4,0           | 180 650         | 45 163              |
| Ngaliema                   | 224,3         | 683 135         | 3 046               |
| Ngiri-Ngiri                | 3,4           | 174 843         | 51 424              |
| Nsele                      | 898,79        | 140 929         | 157                 |
| Selembao                   | 23,18         | 335 581         | 14 477              |
| Ville-Province de Kinshasa | 9 965,21      | 7 017 000       | 704                 |

## Oktatás
A városban három nagy egyetem és egy művészeti iskola működik, melyek a következők:
- Kinshasai Egyetem.  A városközponttól délre fekvő Amba-hegyen épült fel a nemzeti egyetem, mely 1954-ben nyitotta meg kapuit.
- Kongói Protestáns Egyetem
- Nemzeti Pedagógiai Egyetem
- Alhadeff Iskola

## Közlekedés

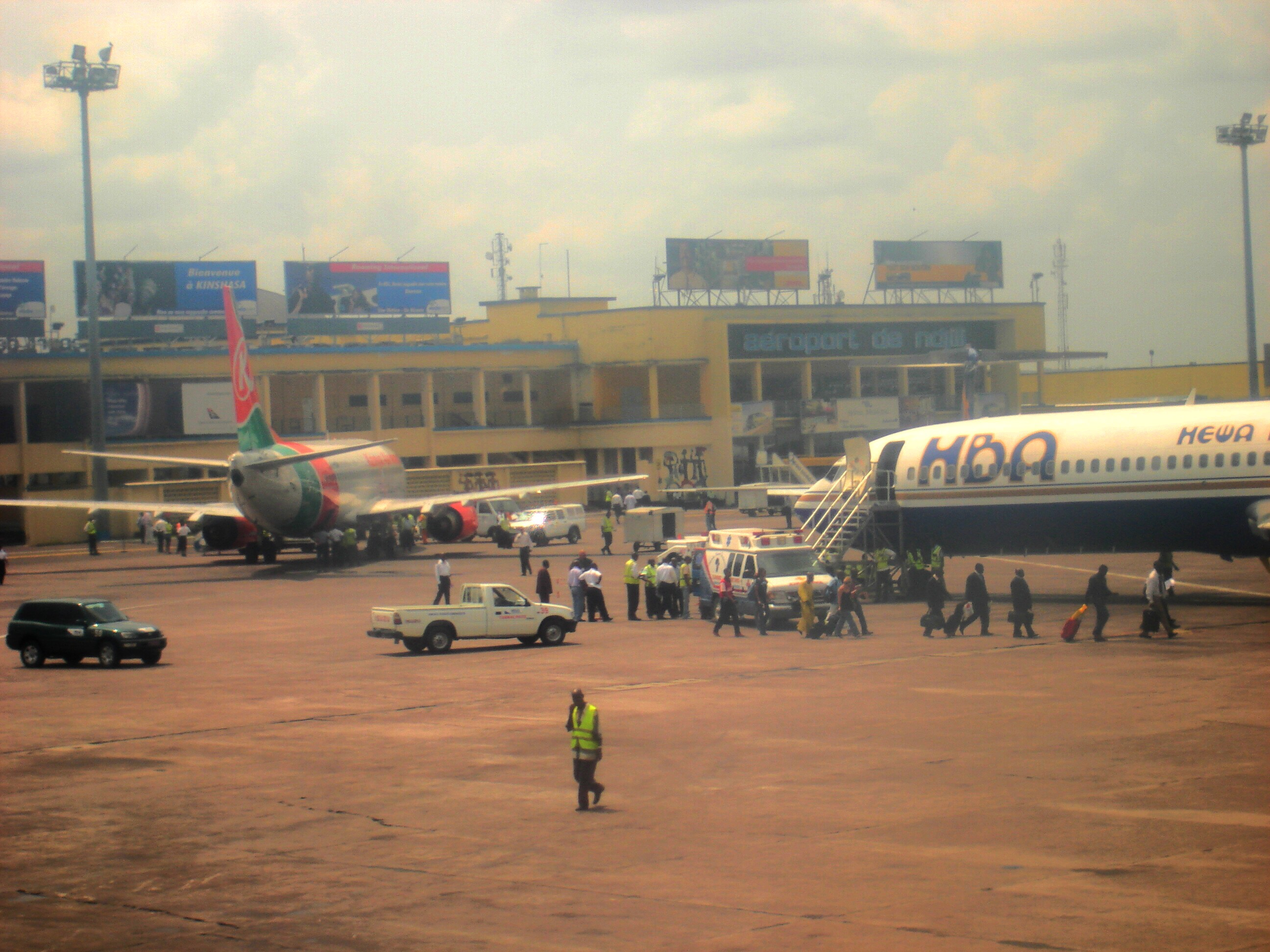
Nemzetközi repülőtér

A városban található a Kongó folyó egyik legnagyobb kikötője, a Le Beach Ngobila, mely körülbelül 7 km hosszan terül el a parton és sok rakpartot és mólót ölel fel, melyeken több száz bárkát és hajót kötöztek össze. A városból kompjáratok indulnak a folyó túlpartján 4 km-re fekvő kongói fővárosba, Brazzaville-ba. Közúti és vasúti összeköttetése van a 150 km-re, az Atlanti-óceán partján lévő Matadival.
A városnak két repülőtere van, melyek közül a nagyobb a N’djili nemzetközi repülőtér, melyről külföldre indulnak járatok; a másik a N'Dolo repülőtér, jóval jelentéktelenebb, leginkább belföldi szállítási feladatokat lát el.

## Média
A városban működik az ország televízió- és rádióállomásainak többsége. A média legnagyobb része a francia és a lingala nyelvet használja, kisebb része pedig a többi helyi nyelvet.

## Fordítás
- Ez a szócikk részben vagy egészben  a   Kinshasa című angol Wikipédia-szócikk fordításán alapul.  Az eredeti cikk szerkesztőit annak laptörténete sorolja fel. Ez a jelzés csupán a megfogalmazás eredetét és a szerzői jogokat jelzi, nem szolgál a cikkben szereplő információk forrásmegjelöléseként.